# Sydney Turing Barlow Lawford
Sir Sydney Turing Barlow Lawford (* 16. November 1865 in Tunbridge Wells; † 15. Februar 1953 in Kalifornien) war ein britischer Offizier.
Während des Ersten Weltkriegs wurde er Kommandeur der 41. Division der New Army und wurde für seine Verdienste am 1. Januar 1918 als Knight Commander des Order of the Bath (KCB) geadelt.
Lawford war zuletzt Generalleutnant der British Army.
Lawford war der Vater des Schauspielers Peter Lawford.